# Infamous (serie)
Infamous (estilizado como inFAMOUS) es una serie de videojuegos desarrollados por Sucker Punch Productions y publicados por Sony Computer Entertainment para PlayStation 3 y PlayStation 4. La serie sigue las aventuras de Cole MacGrath, Delsin Rowe y Abigail "Fetch" Walker, "conductores" superpoderosos que deben decidir sus propios destinos de convertirse en buenos o malos.
La serie consta de tres juegos principales: Infamous, Infamous 2 e Infamous: Second Son, junto con los títulos de expansión Infamous: Festival of Blood e Infamous: First Light. DC Comics publicó una serie de cómics del mismo nombre.

## Argumento
La serie se desarrolla en los Estados Unidos actuales con versiones reales y alternativas de ciudades reales, como el escenario de inFAMOUS, Empire City, que se parece a la ciudad de Nueva York; y el escenario de inFAMOUS 2, New Marais, que se parece a Nueva Orleans (Infamous: Festival of Blood también se lleva a cabo en esta ciudad). Ocasionalmente se menciona Washington D. C., e Infamous: Second Son tiene lugar en Seattle. Presenta agencias del gobierno estadounidense como el FBI, la NSA y DARPA, junto con agencias fabricadas para la serie, como el Departamento de Protección Unificada (DUP), una agencia con el único propósito de detener conductos, ahora etiquetados como "bio-terroristas", de causar una destrucción masiva similar a la causada por Cole MacGrath.

## Jugabilidad
En los dos primeros juegos, el jugador controla a Cole MacGrath; en el tercer juego, el jugador controla a Delsin Rowe; en la expansión independiente First Light, controlan Fetch. El jugador deambula libremente por la ciudad, mientras lucha contra el crimen o crea estragos en el camino. Cole y Delsin pueden usar sus habilidades de parkour para saltar y escalar edificios por toda la ciudad, junto con sus poderes para ayudarlos a luchar contra los enemigos. Sus poderes provienen de un indicador que se agota cada vez que utilizan varios ataques y se recarga cuando absorben electricidad, humo, neón, vídeo u hormigón de fuentes cercanas.
La moralidad, o "Karma", es un factor importante en la jugabilidad y la historia. El jugador puede controlar el curso del juego haciendo que Cole y Delsin usen sus poderes para el bien o para el mal. La elección permite al jugador tener una combinación diferente de habilidades, ya que tanto el bien como el mal tienen su propio conjunto de poderes. El juego también utiliza un medidor de Karma que cambia según las acciones del personaje principal a lo largo del juego y determina si eventualmente se convierte en un personaje bueno o malo.

## Juegos
| Videojuego                  | GameRankings | Metacritic |
| --------------------------- | ------------ | ---------- |
| Infamous                    | 86.17%       | 85         |
| Infamous 2                  | 84.37%       | 83         |
| Infamous: Festival of Blood | 79.71%       | 78         |
| Infamous: Second Son        | 80.57%       | 80         |
| Infamous: First Light       | 74.89%       | 73         |

### Juegos principales
- Infamous es el primer juego de la serie, lanzado en 2009 con críticas positivas. Ambientado en 2009, el juego presenta a Cole MacGrath, un mensajero en bicicleta, que obtuvo sus superpoderes eléctricos después de sobrevivir a una gran explosión en Empire City causada por el paquete que llevaba que contenía la Esfera del Rayo. La Esfera de Rayo es un objeto de gran poder ya que es capaz de consumir la energía de las personas que rodean al usuario y transferir esa energía al usuario, haciéndolo inmensamente poderoso a costa de miles de vidas. Después de la explosión, la ciudad fue puesta en cuarentena por el gobierno, lo que provocó que los grupos del crimen organizado dentro de la ciudad tomaran el control de Empire City de las autoridades locales. El juego sigue el viaje de Cole para obtener la Esfera del Rayo para escapar de la cuarentena como parte de un trato que hizo con una agente del FBI durante su fallido intento de fuga al comienzo del juego. Cole finalmente obtiene la Esfera del Rayo y el jugador tiene la opción de destruirla o usarla. Independientemente de la elección, Cole eventualmente se encontrará cara a cara con Kessler, el líder de Los Primeros Hijos, el grupo del crimen organizado de la ciudad que había tomado el control de la ciudad después de la cuarentena. Kessler se enfrenta a Cole en una batalla a muerte y finalmente se revela, después de que Kessler es herido de muerte, que en realidad es una versión de Cole del futuro de una línea de tiempo alternativa. Kessler revela el motivo de los eventos a lo largo del juego y le dice a Cole que lo estaba preparando para una eventual batalla contra una entidad conocida como "La Bestia" que había destruido el mundo de Kessler. Había puesto en marcha los acontecimientos del juego al ordenar la construcción de la Esfera del Rayo y pasársela a Cole para que provocara la explosión. El juego termina cuando Kessler muere y Cole proclama: "Cuando llegue el momento, estaré listo".
- Infamous 2 es el segundo juego de la serie, lanzado en junio de 2011. Ambientado un mes después de los acontecimientos del primer juego, Infamous 2 sigue la aventura de Cole una vez más mientras escapa a la ciudad de New Marais después de los acontecimientos del primer juego para prepararse para la eventual batalla con "La Bestia", un ser poderoso que destruyó Empire City y gran parte de la costa este de EE. UU. New Marais fue el lugar para la construcción de la Esfera del Rayo y donde Cole cree que encontrará más respuestas a los eventos del primer juego. Sin embargo, la ciudad ha sido tomada por la Milicia, que está controlada por un industrial influyente, mientras que la ciudad está siendo arrasada por seres conocidos como los corruptos que fueron mutados por el líder de la Milicia. El objetivo de la Milicia es mantener fuera de la ciudad cualquier cosa mutada o con superpoderes, lo que desafortunadamente incluye a Cole. Por lo tanto, debe atravesar la ciudad luchando contra la Milicia y los Corruptos para aprender más sobre Kessler, la Esfera de Rayos y "La Bestia".
- Infamous: Festival of Blood (traducido en español Infamous: Festival de Sangre) es una historia paralela descargable para Infamous 2. Ambientado durante los eventos del juego principal, el juego ve a Zeke contándole la historia de lo que le sucedió a Cole durante Pyre Night a una mujer atractiva mientras estaba sentada en un bar. Cole pasa por debajo de la Catedral de San Ignatius' y es mordido por un vampiro, y solo tiene hasta la mañana para matar al vampiro que lo mordió, Bloody Mary, o será su esclavo para siempre. El juego se desarrolla durante toda la noche e introduce nuevos elementos, como el vuelo, en el juego. El contenido generado por el usuario (CGU) permanece, pero no se puede acceder al CGU de Infamous 2 y viceversa. El sistema Karma fue reemplazado por un medidor de sangre, que se llena cuando Cole bebe sangre de civiles o vampiros. Originalmente fue clasificado como Maduro por la ESRB por sus copiosas cantidades de sangre, que finalmente se redujo al mínimo, dándole una calificación de adolescente. El juego se lanzó en octubre de 2011 y fue el juego de PlayStation Network más vendido hasta el lanzamiento de Journey.
- Infamous: Second Son es el tercer juego de la serie, lanzado en marzo de 2014. Ambientado siete años después de los acontecimientos de Infamous 2, el juego presenta un nuevo personaje, Delsin Rowe, un artista de graffiti que absorbe el poder de otros conductos principales. Después de un encuentro con Henry "Hank" Daughtry, absorbe los poderes de humo y fuego de Hank. Otro conductor principal, Augustine, ataca a los residentes de la ciudad natal de Delsin, lo que lleva a Delsin y su hermano Reggie a ir a Seattle para encontrar a Augustine, absorber su poder concreto y salvar a los Akomish en casa.
- Infamous: First Light es una expansión independiente de Second Son, lanzada en agosto de 2014. Ambientado dos años antes de los acontecimientos de Second Son, el juego sigue la historia de Abigail "Fetch" Walker y sus poderes de neón. Fetch tuvo un accidente con sus poderes que cambió su vida, odiando al narcotraficante Shane por engañarla. Debido a esto, fue encarcelada en la estación Curdun Cay y entrenada por Brooke Augustine para que pudiera "aprender a controlar" sus poderes. Mientras practica, ella escapa y se aventura a cazar a Shane.

### juegos de navegador web
- Infamous: Precinct Assault es un juego flash de navegador. Fue lanzado en 2009 para promocionar el primer juego de la serie, Infamous. El juego es un juego de plataformas de desplazamiento lateral en 2D que se juega desde una perspectiva en tercera persona. A diferencia de los juegos principales, los jugadores deben elegir si quieren usar sus poderes para bien o para mal antes de que comience el juego. El juego consta de tres niveles.
- Infamous: Anarchy es un juego derivado de Facebook, lanzado junto con Infamous 2. El juego permite a los jugadores crear un avatar personalizado, construir su propia ciudad, ayudar a sus amigos a expandir sus ciudades, luchar contra jugadores enemigos y otros. Desde entonces, el juego se ha actualizado con más funciones, como captura de pantalla y competencia entre jugadores. Cuando los jugadores alcanzan un criterio desconocido, son recompensados con un código que puede usarse para desbloquear elementos adicionales en Infamous 2.

### Infamous Collection
El Infamous Collection es una colección de Infamous, Infamous 2 e Infamous: Festival of Blood, incluidos como parte de la línea PlayStation Collections de Sony para PlayStation 3. La colección, junto con God of War Saga y Ratchet & Clank Collection, fueron los primeros lanzamientos de la línea de Sony y se lanzaron el 28 de agosto de 2012 en Norteamérica. Los juegos presentan las mismas características que sus lanzamientos originales. Además de los juegos, la colección incluye contenido adicional, que incluye misiones adicionales y trajes de personajes, potenciadores y estilos de armas adicionales.

### Otras apariciones
Cole aparece como un personaje jugable en las versiones de PlayStation 3 y PlayStation Vita de Street Fighter X Tekken, y como su forma buena y malvada en PlayStation All-Stars Battle Royale. También se hace referencia a la serie en el juego Astro's Playroom de PlayStation 5 con uno de los robots del juego vestido como Cole, imitando su habilidad Molienda por inducción.

## Colección

### Colección infamous (2012)
The Infamous Collection es una colección de Infamous, Infamous 2  eI infamous: Festival of Blood, agrupados como parte de la línea de Sony de la PlayStation Collections para PlayStation 3. La colección, junto con God of War Saga y Ratchet & Clank Collection, fueron los primeros lanzamientos en la línea de Sony, lanzados el 28 de agosto de 2012 en América del Norte. Los videojuegos presentan las mismas características que sus lanzamientos originales. Además de los juegos, la colección presenta contenido adicional, que incluye misiones adicionales y trajes de personajes adicionales, potenciadores y estilos de armas. .

## Otros medios

### Historietas
La historieta Infamous es una historieta de una parte lanzado en marzo de 2011 y fue publicado por DC Comics  en asociación con Sucker Punch para coincidir con el lanzamiento del segundo videojuego en el año 2011. Los cómics tienen lugar entre los eventos de primer y el segundo videojuego, que muestra cómo Cole escapa de Empire City a New Marais. La serie cómica fue escrita por William Harms y dibujada por Eric Nguyen, y también incluye portadas dibujadas por Doug Mahnke .

### Película
El 25 de julio de 2009 se anunció que Sony había elegido al guionista Sheldon Turner para adaptar Infamous a una película en un acuerdo de siete cifras. Los hermanos Ari y Avi Arad producirán, y los ejecutivos de Sony Matt Tolmach y Jonathan Kadin se encargarán del estudio. . Turner le dijo a The Hollywood Reporter que estaba emocionado de que el videojuego tuviera una "gran idea y un arco de personajes", que él creía que era "el futuro de los juegos".." Él creía que el videojuego era esencialmente "una balada de amor para los que no se rinden".

### Novelas gráficas
Infamous: Post Blast es una novela gráfica que se lanzó en IGN que representa los eventos que condujeron a los eventos de Infamous. Actualmente hay cuatro cómics, cada uno centrado en Cole MacGrath y John White. La historia de los cómics tiene lugar entre la Introducción y First Glimpse.

## Personajes

### Cole MacGrath
•	Actor de voz: Jason Cottle (infamous), Eric Ladin (todas las demás apariciones)
Cole era un mensajero en bicicleta que estaba entregando un paquete para alguien en algún lugar del distrito histórico de Empire City. Sin embargo, en medio de su entrega, su paquete explotó, destruyendo parte de la isla y matando a miles. Sin embargo, este evento resultó en que Cole ganara poder sobre la electricidad.
Cole ha aparecido en varios otros videojuegos fuera de la serie Infamous , incluida una máscara descargable como parte del paquete de PlayStation Hero para Uncharted 2: Among Thieves junto con Zeke, así como un disfraz para LittleBigPlanet. Es un personaje jugable en las versiones PlayStation 3 y PlayStation Vita de Street Fighter X Tekken, y sus formas buenas y malas están en PlayStation All-Stars Battle Royale.

### Zeke Jedediah Dunbar
•	Actor de voz: Caleb Moody
El mejor amigo de Cole MacGrath y su compañero más confiable tanto antes como después de The Blast en Empire City.Ayuda a Cole de varias maneras usando su conocimiento en ingeniería eléctrica, proporcionando algo de respaldo con su pistola y, lo más importante, brindando apoyo espiritual a Cole como su único amigo después de la Cuarentena de Empire City, para bien o para mal.

### Trish Dailey
•	Actor de voz: October Moore
La novia de Cole MacGrath, que vivió y trabajó en Empire City como enfermera antes de The Blast. Cuando se reunió con Cole allí, la emisora pirata local, "Voice of Survival", comenzó a culpar a Cole por ser "el terrorista" y la causa de la Explosión. Trish inmediatamente perdió la fe en Cole, creyendo que él era el responsable de la muerte de su hermana, alejándose y terminó su relación. Dependiendo de las elecciones del jugador, Trish reavivará su romance con Cole o se distanciará más. Trish luego es asesinada por Kessler, quien es el futuro yo alternativo de Cole, para convertir a Cole en un arma sin nada que perder.

### Warden Harms
•	Actor de voz: John Patrick Lowrie
Warden Harms es un guardia de prisión que opera en Empire City después de la cuarentena. Su puesto específico es la Penitenciaría Eagle Point, ya que se refiere a que es su estación durante una misión del lado bueno. Envía a Cole MacGrath a algunas de las misiones del lado bueno en Warren, en las que alaba continuamente a Cole por su trabajo. Ser el director de la Cárcel de Warren presumiblemente lo convertiría en el oficial a cargo del 43.er Recinto, que es la policía a cargo de Warren.

### Moya Jones
- Actor de voz: Kimberli Colbourne

Cuando DARPA colaboró con First Sons financiando la Esfera de rayos, Moya Jones trabajó directamente con Kessler y, como aliado con DARPA y First Sons, durante el desarrollo de la Esfera de rayos.

### Roger Miller
•	Actor de voz: David Frederick White
Roger Miller es ingeniero y amigo de Trish Dailey en Empire City. Después de la Explosión en Empire City, Roger hizo todo lo posible para mantener las cosas en funcionamiento, pero finalmente fue capturado por los Dust Men.

### Lou Purgon
•	Actor de voz: Mark Lund
Lou Purgon es ingeniero y amigo de Roger Miller en Empire City. Después de la Explosión en Empire City, Lou hizo todo lo posible para mantener las cosas en funcionamiento, pero finalmente fue capturado por los Segadores.

### Sebastian Wolfe
•	Actor de voz: Michael Ensign
Sebastian Wolfe era un científico especializado en la investigación energética de Ray Field. Residió y trabajó en New Marais. Fue alistado en los Primeros Hijos por Kessler, líder de la organización y, por un tiempo, su amigo, para liderar el proyecto y desarrollo del dispositivo conocido como Ray Sphere. Bajo la supervisión de Joseph Bertrand, Wolfe trabajó mucho en el prototipo y también realizó pruebas con él. También investigaría los núcleos de explosión y almacenó Rayacite, fragmentos de tierra radiada que se crearon después de una prueba de Ray Sphere. Wolfe también escuchó muchas de las predicciones de Kessler en este momento, incluida la desgarradora advertencia de La Bestia y la destrucción que traería.
Una vez que Wolfe se enteró de las verdaderas intenciones de Kessler para el dispositivo y el costo para la vida humana, se puso en contacto con la NSA y comenzó a trabajar con dos de sus agentes, Lucy Kuo y John White, con la intención de derribar a Kessler y los primeros hijos. . Se mantuvo en contacto con Lucy Kuo a través de palomas mensajeras, y también a través de comunicaciones por radio y teléfono con ella y John. Durante estas conversaciones, pudo informar a los dos agentes sobre los primeros hijos y su agenda. Cuando le dijeron que Kessler había solicitado el envío de la Esfera de Rayos a Empire City, su miedo a lo que el dispositivo podía hacer le hizo decidir que era hora de que la NSA lo extrajera, pero el Agente John White rechazó su solicitud, afirmando que Era demasiado tarde para abandonar el caso contra los Primeros Hijos.

### Raymond Wolfe
•	Actor de voz: desconocido
Raymond Wolfe era el hermano de Sebastian Wolfe. Apareció en el DLC Legacy de Cole de inFAMOUS: Second Son. Él fue quien informó a Delsin Rowe sobre Cole MacGrath y sus acciones.

### Bloody Mary
•	Actor de voz: April Stewart
Mary era anteriormente una institutriz humana, y era genial con los niños. Desafortunadamente, ella atrapó la viruela de uno de los niños bajo su cuidado. Mary quedó postrada en cama y estaba cerca de la muerte. Marco, un vampiro que secretamente admiraba a Mary, decidió que era demasiado hermosa para morir, y la convirtió en vampiro. Mary agradeció a Marco y luego se enamoró de él, siempre a su lado.
Los dos viajaron por Europa, matando a muchas personas inocentes y drenando su sangre. El padre Ignacio, el sacerdote que estaba con María mientras ella estaba en su lecho de muerte, nunca perdió la esperanza en su humanidad. Ignatius creía que matar a Marco volvería a convertir a Mary en humana. Ignatius mató a Marco, sin darse cuenta de que hacerlo podría deshacer la conversión de Mary solo en la primera noche de vampirismo. Con Marco muerto, Mary se enfureció y mató a todos a la vista.

### Shane
•	Actor de voz: Travis Willingham
Shane era un pequeño narcotraficante que trabajaba en los muelles de Seattle y se vio envuelto en una guerra perdedora contra la pandilla más importante de la ciudad, los Akurans.

### Gato
•	Actor de voz: Erin Cummings
Gato entró en el mismo bar donde estaba Zeke y pidió una cerveza. Cuando Zeke escuchó esto, le dijo al camarero que lo hiciera dos. Gato le dijo que ella es perfectamente capaz de comprar su propia cerveza, lo que hace que Zeke responda "Bien, me alegra escucharlo, puedes obtener la siguiente ronda", haciéndola reír.
Zeke notó que ella no es de la ciudad y Cat le preguntó qué le haría decir eso. Él le dijo que, por supuesto, reconocería un par de "ojos" tan hermosos. Consciente de lo que realmente estaba hablando, ella le dijo que se daría cuenta si no estaba ocupado leyendo su "libro para niños". Zeke le aseguró que no es un libro para niños sino una investigación importante.Cuando intentó irse, Zeke mencionó que su amigo Cole también se burla del cómic. Gato formó un vínculo con Zeke después de enterarse de la cercanía de Zeke con Cole y dejarle contar la historia de cómo salvó a Cole de la condenación eterna, la historia del Festival de la Sangre en Pyre Night.

### Villanos

#### Sasha
•	Actor de voz: Jessica Straus
El antiguo amante de Kessler. Ella es la líder de la facción Reapers en Empire City y es una de las pocas personas cuyos poderes de conducción se habían desarrollado antes de la explosión. Al igual que Kessler, ella estaba trabajando con los Primeros Hijos y era una especialista en investigación de técnicas de control mental. Durante un tiempo, John White fue asignado a trabajar con Sasha cuando estaba encubierto dentro de la organización. En Post-Blast, ella es la líder de los Segadores que dominan el Distrito de Neón.

#### Alden Tate
•	Actor de voz: Jason Cottle
Alden era el heredero de los Primeros Hijos, pero fue depuesto junto con su padre Richard Tate por Kessler y enviado al exilio. Alden fue arrojado a las calles cuando era un niño, donde mejoró sus propios superpoderes. Sobrevivió y desarrolló sus habilidades, siempre viviendo con miedo y maldiciendo a Kessler por quitarle su derecho de nacimiento. Después de la activación de Ray Sphere, sus habilidades psíquicas se mejoran enormemente, lo que le otorga habilidades telequinéticas excepcionalmente poderosas.

#### John White / La Bestia
•	Actor de voz: Phil LaMarr
Un agente encubierto que trabajaba para la Agencia de Seguridad Nacional, y se le asignó la tarea de investigar a los Primeros Hijos, junto con Lucy Kuo y su asociado interno, Sebastian Wolfe. Sin embargo, tuvo casi éxito en su tiempo encubierto, fue destrozado y arrastrado a un vórtice durante un extraño accidente con uno de los inventos de los Primeros Hijos, a saber, la Esfera del Rayo. Después de un tiempo, su subconsciencia despertó y renació como "La Bestia", un conducto con inmenso poder. Según la visión mostrada a Cole por Kessler en el momento de su muerte, "The Beast" fue responsable de la destrucción de su línea de tiempo.

#### Cole MacGrath / Kessler
•	Actor de voz: Sam A. Mowry
Una versión de Cole MacGrath de una línea de tiempo alternativa que regresó a su pasado para salvar a su antiguo yo de un futuro desolado que destruyó la mayor parte de la humanidad. Usurpando el control de la facción mentalista conocida como los Primeros Hijos, Kessler luego usaría sus activos para acelerar la cadena de eventos que condujeron a su concepción. Al poseer el doble de poder de su yo pasado, Kessler era un conducto muy poderoso, capaz de manipular la electricidad y varias otras habilidades. Una máscara Kessler está disponible como contenido descargable en Infamous 2 .

#### Joseph Bertrand III
•	Actor de voz: Graham McTavish
Se sabe muy poco sobre los primeros años de Bertrand, más allá de sus creencias religiosas profundamente arraigadas y la creencia igualmente intensa que tenía en su propio destino. Está establecido como uno de los ciudadanos nativos de New Marais, y una de las gotas muertas de Wolfe menciona que, cuando era niño, jugaba en las cavernas debajo de la ciudad antes de que los First Sons se hicieran cargo de ellos. Al parecer, su línea familiar tuvo una posición considerable en New Marais durante su historia, con uno de sus antepasados, Robert Bertrand, un general confederado que murió en defensa de una encarnación anterior de Fort St. Phillipe.

### Betty
•	Actor de voz: Karen Austin
Betty es miembro de la tribu Akomish y amiga de Reggie y Delsin Rowe en InFamous: Second Son. Ella también actúa como una madre sustituta para ellos.

### Rosco Laroche
•	Actor de voz: Jim Meskimen
Rosco Laroche es el líder de los rebeldes, una facción que se opone a la milicia de Joseph Bertrand en New Marais, que opera desde la parroquia de Ascension, así como Fort Philippe y Flood Town.

### Brandon Carey
•	Actor de voz: Tim Gouran
Brandon Carey vivió y trabajó en Empire City. Era un electricista calificado, pero también era uno de los contactos de Moya Jones en la ciudad. Brandon estaba felizmente casado con Lynnae Carey. Después de la Explosión de Empire City, los Segadores intentaron secuestrar a Brandon cuando su esposa, Lynnae, intentó detenerlos. Mientras los distraía, su esposo se escapó, enfureciendo tanto a los Segadores que la asesinaron. Brandon, sin darse cuenta de la muerte de su esposa, corre y se esconde en las alcantarillas, bloqueando la puerta que conduce a la subestación.

### Reggie Rowe
•	Actor de voz: Travis Willingham
Reggie Rowe era el hermano mayor de Delsin y el Sheriff de Salmon Bay, donde vive la tribu Akomish. Actuó como una brújula moral para Delsin, y con frecuencia lo arrestó y presumiblemente lo rescató por vandalismo menor con su obra de arte. Ha mostrado cierto disgusto por las nuevas habilidades de su hermano, pero aún ama y reconoce a su hermano como un ser humano. Sin embargo, no muestra esta consideración a otros Conductos, a saber, Abigail Walker, y continúa viéndolos como "Bioterroristas".

### Brent Walker
•	Actor de voz: David Stanbra
Brent Walker era el hermano mayor de Abigail Walker. Cuando Abigail obtuvo sus poderes de neón y accidentalmente lastimó a un compañero de clase, sus padres llamaron al DUP. Brent intentó sin cesar convencerlos de que no lo hicieran, pero sin éxito. Poco antes de que llegara el DUP, Brent se escapó de su casa con su hermana pequeña. Brent y Abigail pronto fueron introducidos a las drogas y se volvieron adictos.
Al vivir en las calles, Brent finalmente abandonó su adicción y comenzó a hacer trabajos ilegales para mantenerlo a él y a Abigail. Un día, Brent llegó a casa con un par de dientes faltantes y una cara magullada, lo que hizo que Abigail se pusiera en forma y comenzara a buscar trabajo también, haciéndola abandonar también su adicción. Durante su tiempo en las calles, Brent conoce a Shane, un pequeño narcotraficante y jefe de la mafia involucrado en las guerras de drogas de Seattle, y comienza a trabajar para él.

### Lucy Kuo
•	Actor de voz: Dawn Olivieri
Un agente encubierto que trabaja para la NSA para investigar la organización conocida como los primeros hijos, estacionado en New Marais mientras trabajaba con un hombre interno, el Dr. Sebastian Wolfe. Luego, la experimentación realizada en ella convirtió a Kuo en un conducto, capaz de manipular el hielo y volar. Mientras todos contemplan una decisión, Kuo, temeroso de la muerte, decide ponerse del lado del plan de John, mencionando que es la única forma en que alguien vivirá la peste. Esto lleva a Cole a decir: "Nunca pensé que Kuo perdería los nervios y se volvería egoísta". Si uno decide continuar con el buen final (Cole decide usar el inhibidor de campo de rayos), Kuo intentará robarlo antes de que pueda utilizarlo. Detenido en su intento, Kuo comenta enojado que todos lamentarán su decisión, justo antes de abandonar el área. Luego se encuentra con John para ayudarlo en su plan. Sin embargo, al final, admite que Cole tomó la decisión correcta y que tenía miedo de morir, y lo alienta a usar el Ray Field. Si uno elige el final malvado, entonces Cole trabajará con Kuo para destruir la RFI.

### Nix
•	Actor de voz: Nika Futterman
Uno de los ciudadanos nativos de New Marais, y está en contra de la Milicia debido a que Bertrand mató a su familia. Ella es descrita como indiferente y fría, a menudo prefiere métodos más destructivos. Ella representa el lado malo del Karma de Cole MacGrath y es un conducto de petróleo / napalm y fuego, capaz de manipular los dos elementos a su voluntad. Ella puede ser considerada lo contrario de Lucy Kuo. Al final, Cole tiene dos opciones para el final: bueno y malo. Si Cole elige el final malvado al final del videojuego, Nix roba el dispositivo para que aún pueda usarse. Cole entonces debe cazarla y matar a Nix, sus últimas palabras son si todos son especiales, entonces nadie lo es. Si elige el buen final, entonces, a pesar de un sutil alboroto entre el equipo, Cole decidirá llevar a cabo el plan con respecto a la RFI, y le preguntó a Zeke si podía ayudar a solucionarlo, justo después de que casi rompiera el dispositivo. Después de un intento fallido de robar el dispositivo, Kuo abandona el techo. Después de esto, Nix escuchó el plan de Zeke para el advenimiento de la Bestia. Nix se sacrifica para retrasar que la bestia llegue a Cole para que pueda usar el inhibidor de campo de rayos.

### Brooke Augustine
•	Actor de voz: Christine Dunford
No se sabe mucho de los primeros años de vida de Brooke. Se cree que es soltera y que en algún momento se unió al ejército. Antes de activar sus poderes, no tenía idea de que era una Conducta.

### Delsin Rowe
•	Actor de voz: Troy Baker (captura de voz y movimiento / facial)
Similar al infame original , Delsin comienza como un humano normal de 24 años hasta que ocurre un evento que cambia la vida. Habiendo salvado a un prisionero bio-terrorista de un transporte blindado estrellado, gana sus habilidades al absorber accidentalmente los poderes del prisionero. Dado que el objetivo principal del DUP es evitar que ocurran eventos similares al alboroto catastrófico de la Bestia, Delsin es uno de sus objetivos. Sin embargo, está dispuesto a pelear.
Delsin se considera un conducto extremadamente poderoso, ya que puede absorber los poderes de otros conductos. Su arsenal de habilidades comienza con humo, luego se expande a neón , video (realidad virtual) y concreto . Cogió una cadena que funciona como lo hizo el amplificador de Cole en Infamous 2 . Delsin tiene confianza y cree que estaba destinado a la grandeza, aunque eso lo eludió hasta que ganó sus poderes.

### Abigail "Fetch" Walker
•	Actor de voz: Laura Bailey
Fetch es un conducto con control sobre el neón. Una chica testaruda e independiente, conoció a Delsin por primera vez cuando la siguió hasta un almacén. Ella viajó, peleó y, al final, ayudó a derrotar a Brooke Augustine con él. Ella escapó de Curdun Cay con Hank y Eugene el día del transporte.
Fetch es un conducto fuerte, y el usuario original del poder de neón. Ella usa una serie de explosiones de neón de largo alcance y golpes y patadas cargadas de neón para derrotar a sus enemigos. En una nota al margen, puede enfocar su energía para dejar una huella de neón en cualquier superficie, lo que permite la creación de Neon Graffiti.

### Celia Penderghast
•	Actor de voz: Cassandra Lee Morris
Celia Penderghast es un conducto que tiene el poder de manipular y controlar el papel.
Después de la muerte de sus padres durante los eventos en New Marais, una joven Celia se encontró con Brooke Augustine, otra Conducta y miembro del ejército. Sin embargo, al llegar al batallón de Agustín, Celia se encontró encarcelada por su amiga, quien, al hacerlo, evitó ser perseguida por los militares y aseguró la confianza del gobierno.
Encerrada en Curdun Cay, Celia pasó siete años dentro de sus muros; A pesar de su encarcelamiento por Agustín, llegó a ver al jefe del Departamento de Protección Unificada como una figura parental y se convirtió en su agente más confiable.

### Henry "Hank" Daughtry
•	Actor de voz: David Stanbra
Hank era un delincuente menor que estuvo en la cárcel varias veces, siempre logrando escapar y engendrando una hija en circunstancias desconocidas. Cuando se activaron sus poderes de humo, era imparable y cometió aún más crímenes hasta que el Departamento de Protección Unificada lo alcanzó. Fue llevado a Curdun Cay, una prisión de conductos donde fue experimentado bajo las órdenes de Brooke Augustine.
Las restricciones que se vio obligado a usar para evitar que usara sus poderes le hicieron imposible alimentarse, vestirse o incluso limpiarse efectivamente despojándolo de toda su dignidad. Cuando lo transportaban bajo custodia militar, lo introdujo de contrabando en un clip que usó para iniciar su fuga, sin darse cuenta de que era parte de un plan más grandioso de Augustine.

### Eugene Sims
•	Actor de voz: Alex Walsh
Eugene era un nerd tímido e hijo de una congresista estadounidense de Delaware. Con frecuencia intimidado en la escuela, y sin un control real en su vida, Eugene se retiró a uno de sus videojuegos favoritos, Heaven's Hellfire.
Allí, encontró consuelo al poder convocar a los ángeles para proteger a los débiles y a los demonios para castigar a los matones. Pero un día, solo un año después de la explosión de RFI, un matón empujó a Eugene demasiado lejos, haciendo que sus poderes despertaran y crearan un demonio gigante que atacó a las personas a su alrededor.
Después del incidente, fue rastreado rápidamente por el Departamento de Protección Unificada, dirigido por Brooke Augustine y encerrado en Curdun Cay durante seis años. Durante ese tiempo, Augustine aprovechó sus poderes para crear enemigos holográficos para enseñar a otros Conductos a luchar, mientras tomaba medidas para evitar que las construcciones de Eugene lo salvaran.